# 易碎君
梁啟駿（英語：Jeffrey Leung），網名易碎君（Fragile Bard），香港流亡人權活動家，現居美國。他因15歲時因和平表達而成為最年輕的政治犯之一，以及拯救異議人士的行動而聞名。他在16歲時獨自逃往美國，尋求政治庇護。
離開香港前他曾就讀英皇書院（該校亦是香港前行政長官、現任全國政協副主席梁振英之母校）。因在社群媒體上創作諷刺習近平、中國共產黨與中國政府的作品而在15歲時遭到香港警察的調查，其電腦和手機被搜查。
梁啟駿透過YouTube頻道「易碎品編年史」和Discord等平台發表作品與觀點。他的網名來源於歌曲《玻璃心》，該歌曲旨在諷刺小粉紅或極端民族主義者對批評的敏感反應。

## 經歷
2021年9月，梁啟駿在香港就讀高中，開始接觸取代原來通識教育的「公民及社會教育」課程。這門課程讓他親身體會到了被外界認為是洗腦教育的內容，這反而激發了他進一步參與網路上諷刺和惡搞中國共產黨總書記習近平的活動。
2022年2月10日，五名國安處警察來到梁啟駿的家中，持西九龍裁判法院的搜查令進行調查，並將他帶到警察局，詢問與他的YouTube帳號及乳透社相關的事宜。在多次約談中，警方對梁啟駿施壓，要求他提供其他乳透社成員的資訊。此次調查涉及一起涉嫌煽動罪的案件，警方要求他在自己的頻道截圖和口供上簽字承認，並沒收了其電腦、手機等私人物品。此後，國安警察不斷滋擾他，要求他充當線人，以協助查找更多乳透社幕後參與者。梁啟駿因此感到極大壓力與不安，最終於英皇書院完成了中四學業課程。
2022年8月，梁啟駿決定離開香港，並在兄長的協助下購買了一張前往美國舊金山的機票，獨自飛往美國尋求政治庇護。他抵達美國後，被移民羈留所羈押了三個多月，期間先後在兩個寄養家庭中居住。由於他的庇護申請尚在處理中，根據美國法律，他有合法居留身份。他與寄養家庭共同生活，並開始在美國公立高中繼續學業。與此同時，梁啟駿的家人也隨之全部離開香港，移居英國。梁啟駿的經歷反映了香港國安法實施後對言論自由的壓制。他在接受採訪時表示，許多年輕人因政治局勢而選擇離開香港。
2024年9月，梁啟駿開始攻讀大學電腦相關課程，期望在畢業後能夠學以致用，為社會做出貢獻。
此外，梁啟駿曾協助譚遠康聯繫媒體記者，以提高其境況的關注度，並幫助他尋找擔保人。譚遠康是一位參與大翻譯運動的香港青年，於2023年3月逃離香港並在美國尋求政治庇護。在此過程中，梁啟駿還積極聯繫其他民運人士及港人組織，以尋求更多的法律支持和社會資源。
根據《大紀元》報導，梁啟駿移民美國後，計劃繼續參與反共活動，並透過大翻譯運動、講座和文章提高美國人對中共危害的認識。 此外，他也關注香港的政治局勢，並積極尋找幫助香港人尋求政治庇護的途徑。同時，他希望在美國找到媒體或人權相關工作，繼續關注香港和中國内地等地的政治局勢。梁啟駿表示，無論身在何處，他都不會忘記香港，並希望未來能回到自由民主的香港。
梁啟駿參與支持香港初選47人案的國際聲援活動時發言，提到案中一名被告是他在香港的同學之父。判決宣佈後，他的同學致電向他傾訴沮喪，梁啟駿表示：「我的朋友，一個青少年，他的父親只是想為民服務，他們犯了甚麼罪，以至於要被迫分離多年？」他批評政權的行為不僅是對45名被告的定罪，更是對數十萬曾參與初選投票的市民，以及所有希望政府中有代表的人士的打壓，形容此舉是對民主的公開攻擊。
2025年，梁啟駿參與台灣人公共事務會洛杉磯分會(FAPA-LA)「228防止政府暴行研討會」，大洛杉磯台灣會館拆除重建前的最後一場大型論壇活動，並與主講吳佳穎交流，了解228事件對台灣原住民的影響，梁啟駿亦發表自己過往之經歷，以及闡述未來的計劃，亦藉此發表「中國是民主陣營國家發展所面臨的最大威脅」之觀點。在同年由袁弓夷等人牵头举办的香港议会选举中，梁啟駿亦以无党籍人士身份以877票顺利当选第一届香港议会议员，惟其并未选择宣誓就职，导致其所属议席悬空。

## 營救
2024年3月4日，阿龍（一位在網路上成立反共群組的14歲少年）的個人資料多次在QQ和推特上被公開，其中一名推特用戶聲稱對他進行了為期一年的人肉搜索。阿龍自10歲起便在Roblox平台創建了一個名為「香港革命軍」的反共群組。梁啟駿隨後向阿龍提供協助，幫助他前往加拿大申請政治庇護。2024年3月16日，阿龍順利抵達加拿大。
自2024年9月起，他亦支持為像譚遠康這樣的人提供法律和社會援助。譚遠康是一位參與「大翻譯運動」的青年，並曾在美國尋求庇護，他的保釋金為12,500美元。

## 外部連結
- YouTube上的易碎君頻道
- YouTube上的乳一郎頻道
- 易碎君的X（前Twitter）